# Šárka Krausová
Šárka Krausová, rozená Vaculíková (* 25. dubna 1987, Praha) je česká filmová, televizní a divadelní herečka, členka souboru Divadla na Vinohradech.

## Životopis
Jejím otcem je skladatel Jaroslav Vaculík, strýcem herec Lukáš Vaculík. Vystudovala herectví na Pražské konzervatoři a v roce 2016 dokončila studium na DAMU. Od roku 2016 je v angažmá v Divadle na Vinohradech. Na tamějších divadelních prknech ztvárnila například Lízu v Pygmalionu, Alici v inscenaci Ahoj, krásko! (Linda) nebo Rosalindu v Shakespearově Jak se vám líbí. V roce 2015 napsala představení pro jednu herečku s názvem Milena má problém, v němž si zahrála a zároveň jej i režírovala.
Televizním divákům se představila v seriálech První krok v roli Elišky a v Ulici v roli Adriany Peškové, v které nahradila Dominiku Kadlčkovou, v této roli se objevovala až do června 2025, kdy byla nahrazena Sandrou Novákovou. V roce 2017 si zahrála Lucii v internetovém seriálu Vyšehrad. Roli si zopakovala i ve filmech, které na děj seriálu navazují, Vyšehrad: Seryjál a Vyšehrad: Fylm. V červenci 2022 si vzala herce Ondřeje Krause.

## Divadelní role (výběr)

### Divadlo na Vinohradech

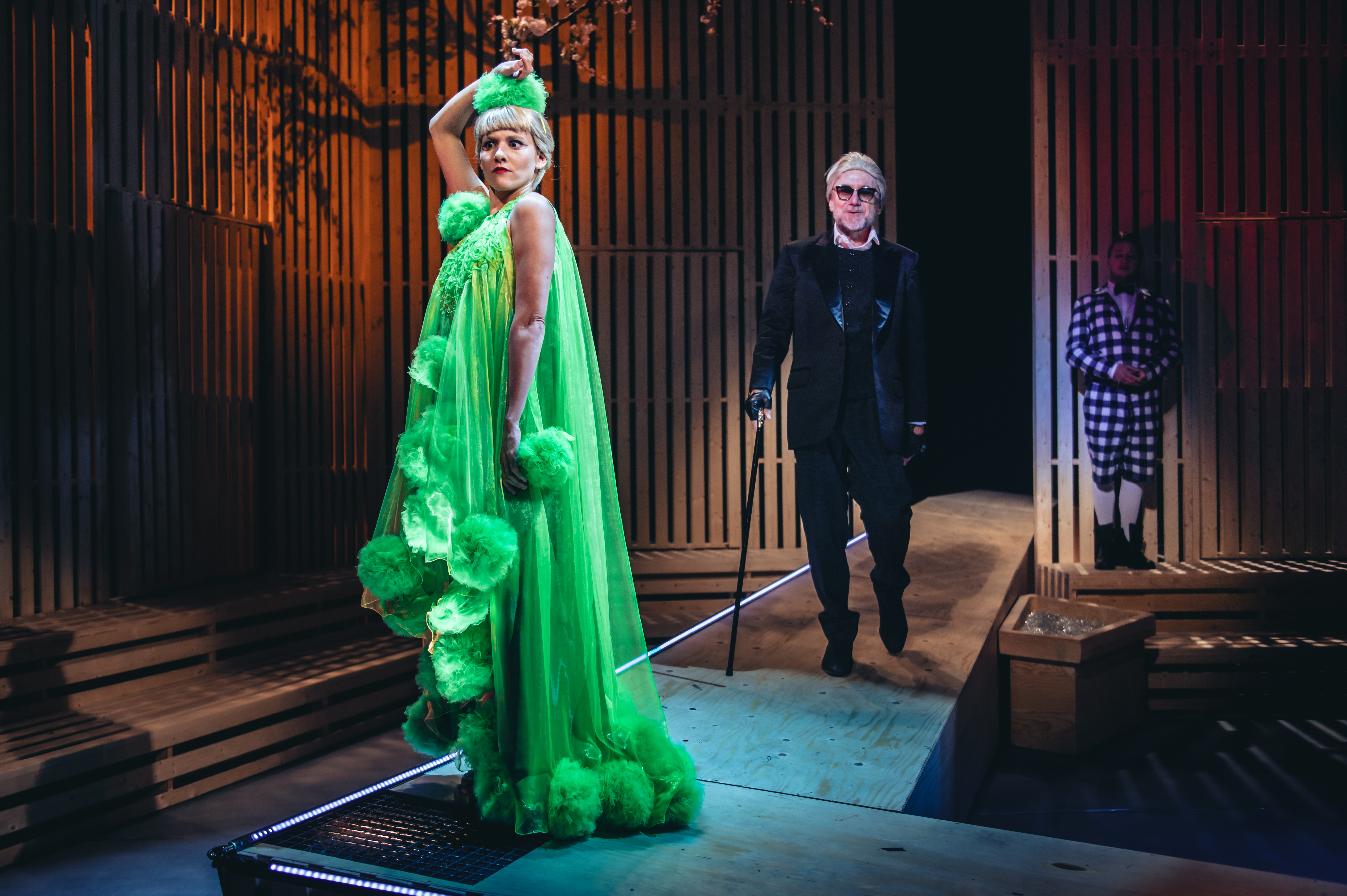
Šárka Krausová v roli Marianny, Lakomec, Divadlo na Vinohradech, foto Petr Chodura (2023)

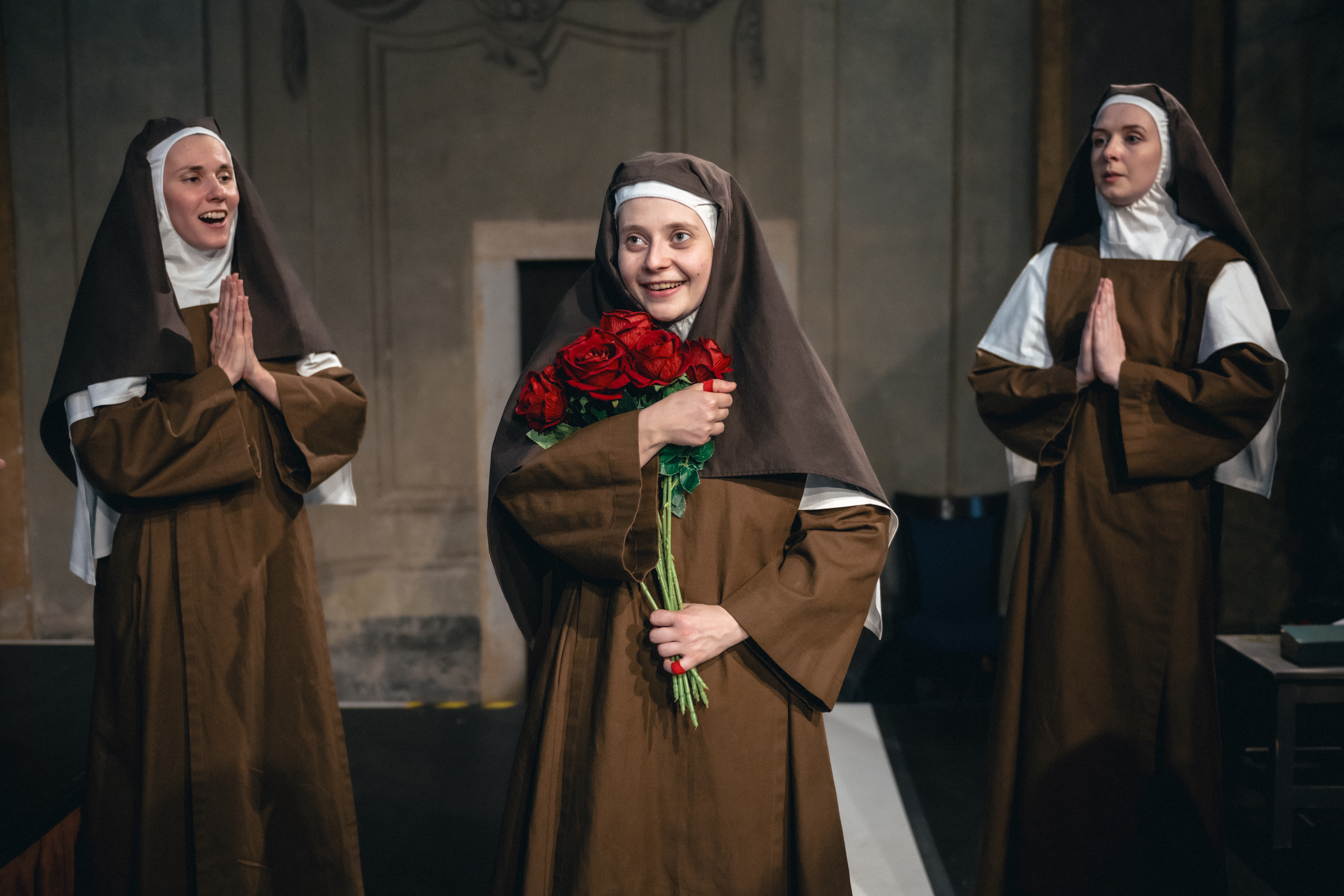
Šárka Krausová v roli Anežky, s Karolínou Knězů (Terezka) a Barborou Poláchovou (Magdalena), v inscenaci Terezka, Divadlo na Vinohradech, foto Petr Chodura (2024)

#### Velká scéna
- 2016 George Bernard Shaw: Pygmalion, režie: Juraj Deák, premiéra: 22. dubna 2016, role: Květinářka Líza
- 2016 Georges Feydeau: Když ptáčka lapají…, režie: Tomáš Töpfer, poprvé: 14. listopadu 2016, premiéra: 6. ledna 2017, role: Viviana, dcera Baronky Duvergerové
- 2017 František Langer: Periferie, režie: Martin Huba, premiéra: 26. května 2017, role: Členka Chóru
- 2017 Arthur Miller: Čarodějky ze Salemu, režie: Juraj Deák, premiéra: 20. prosince 2017, role: Mercy Lewisová
- 2018 Colin Higgins: Harold a Maude, režie: Juraj Deák, premiéra: 25. května 2018, obnovená premiéra: 18. září 2021, role: Sylvie Gazelová – Nancy Mershová – Viola Doré
- 2018 Gabriela Preissová: Její pastorkyňa, režie: Martin Františák, premiéra: 16. září 2016, role: Karolka
- 2018 Nikolaj Vasiljevič Gogol: Revizor, režie: Juraj Deák, premiéra: 19. prosince 2018, role: Marja Antonovna, hejtmanova dcera
- 2019 Ingmar Bergman – Jan Vedral: Fanny a Alexandr, režie: Pavel Khek, česká premiéra: 8. března 2019, role: Hlas Pavlíny a Esmeraldy
- 2019 Penelope Skinner: Ahoj, krásko! (Linda), režie: Juraj Deák, česká premiéra: 17. května 2019, role: Alice
- 2019 William Shakespeare: Jak se vám líbí, režie: Juraj Deák, premiéra: 13. prosince 2019, role: Rosalinda
- 2020 Jan Vedral podle Olgy Scheinpflugové: Český román, režie: Radovan Lipus, světová premiéra: 11. září 2020, role: Hana
- 2020 Milan Uhde – Miloš Štědroň: Balada pro banditu, režie: Juraj Deák, premiéra: 2. října 2020, role: Žena
- 2020 Jan Vedral podle Vladimíra Neffa: Sňatky z rozumu, režie: Radovan Lipus, světová premiéra: 23. března 2018, role: Líza, první manželka Jana Borna
- 2021 Eugène Labiche: Slaměný klobouk, režie: Tomáš Töpfer, premiéra: 8. září 2021, role: Anais
- 2022 Jiří Křižan – Martin Františák: Je třeba zabít Sekala, režie: Pavel Khek, premiéra: 8. dubna 2022, role: Anežka
- 2023 Molière: Lakomec, režie: Pavel Khek, premiéra: 20. října 2023, role: Mariana

#### Kostel sv. Šimona a Judy
- 2024 Lenka Lagronová: Terezka, režie: Radovan Lipus, poprvé: 26. května 2024, premiéra: 25. října 2024, role: Anežka

## Filmografie
| Rok       | Název                                   | Role                 | Poznámky                                       |
| --------- | --------------------------------------- | -------------------- | ---------------------------------------------- |
| 2004      | Zakletá třináctka                       | Verka                | televizní film                                 |
| 2004      | Něco v motoru                           | dcera                | studentský film                                |
| 2005      | 3 plus 1 s Miroslavem Donutilem         | Dana                 | televizní cyklus, povídka Reparát              |
| 2005      | Nadměrné maličkosti                     | spolužačka           | televizní cyklus                               |
| 2006      | Slečna guru                             | Klárka               | televizní film                                 |
| 2006      | Rafťáci                                 | Marcela              |                                                |
| 2006      | Letiště                                 |                      | televizní seriál                               |
| 2007      | Po rozvodu                              | děvče                | studentský film                                |
| 2009      | První krok                              | Eliška Doubravová    | televizní seriál                               |
| 2009      | Karambol                                | sestra               | televizní film                                 |
| 2012      | Můj vysvlečenej deník                   | Andy                 |                                                |
| 2012      | Tady hlídám já                          | zdravotní sestra     |                                                |
| 2012      | Život je ples                           |                      | televizní seriál                               |
| 2012      | Geneze                                  | Petra                | krátkometrážní film                            |
| 2012      | Shit happens                            |                      | studentský film                                |
| 2013–2014 | Cirkus Bukowsky                         | Markéta              | televizní seriál                               |
| od 2013   | Ulice                                   | Adriana Pešková      | televizní seriál                               |
| 2014      | 10 pravidel jak sbalit holku            | Filipova milenka     |                                                |
| 2014      | Případy 1. oddělení                     | Helena               | televizní seriál, díl: Totožnost               |
| 2015      | David                                   | Eliška               |                                                |
| 2015      | Ta pravá                                | Adriana              | krátký film                                    |
| 2016      | Já, Olga Hepnarová                      | vnitřní hlas Olgy    | pouze hlas, Olgu ztvárnila Michalina Olszańska |
| 2016      | Sezn@mka                                | Lucie                |                                                |
| 2016      | Řachanda                                | dryáda               |                                                |
| 2016      | Zloději zelených koní                   | Marcela              |                                                |
| 2016      | Noční hráč                              | dívka                | studentský film                                |
| 2017      | Vyšehrad                                | Lucie                | internetový seriál                             |
| 2018      | Specialisté                             | Nikola Bílková       | televizní seriál, díl: Vražda na objednávku    |
| 2019      | Zakleté pírko                           | Žouželína            |                                                |
| 2019      | Čechovi                                 |                      | televizní seriál                               |
| 2020      | Einstein – Případy nesnesitelného génia | Julie Kovářová       | televizní seriál                               |
| 2020      | Život je hra                            |                      | internetový seriál                             |
| 2020      | Vyšehrad: Seryjál                       | Lucie                |                                                |
| 2021      | Božena                                  | slečna u Rettigových | televizní seriál                               |
| 2021      | Osada                                   | Jana Rybáková        | televizní seriál                               |
| 2021      | Zločiny Velké Prahy                     | Anča                 | televizní seriál, díl: U zdi                   |
| 2021      | Kurz manželské touhy                    | Lucie                |                                                |
| 2022      | Vyšehrad: Fylm                          | Lucie                |                                                |